# Geraud Duroc

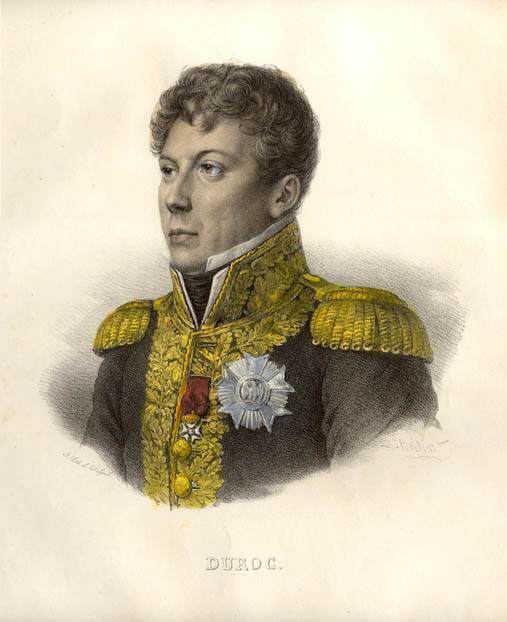
Geraud Christophe Michel Duroc

Geraud Christophe Michel Duroc (ur. 25 października 1772 w Pont-à-Mousson, zm. 23 maja 1813) – generał francuski.
Syn oficera. Był wykształcony w szkołach wojskowych w Pont-à-Mousson i Châlons. Po wstąpieniu na tron Napoleona mianowany marszałkiem dworu. W 1806 po bitwie pod Jeną podpisał pokój z Saksonią. Poległ w 1813 roku w bitwie pod Budziszynem podczas pościgu za strażą tylną Prusaków. Napoleon był tak załamany stratą przyjaciela, że na pytanie o strategię bitwy pod Lipskiem odpowiedział „Jutro! Nie mam na to teraz czasu!” i pobiegł do ciała Duroca.
Jego imię nosi stacja metra Duroc w Paryżu.
Pochowany w Dôme des Invalides.